# Doktor Martin
Doktor Martin war eine von der Produktionsfirma Phoenix Film für das ZDF produzierte Arztserie.

## Hintergrund
Doktor Martin ist eine Adaption der englischen Fernsehserie Doc Martin, die von Dominic Minghella erdacht wurde und seit 2004 bei Independent Television (ITV) ausgestrahlt wird.

## Inhalt

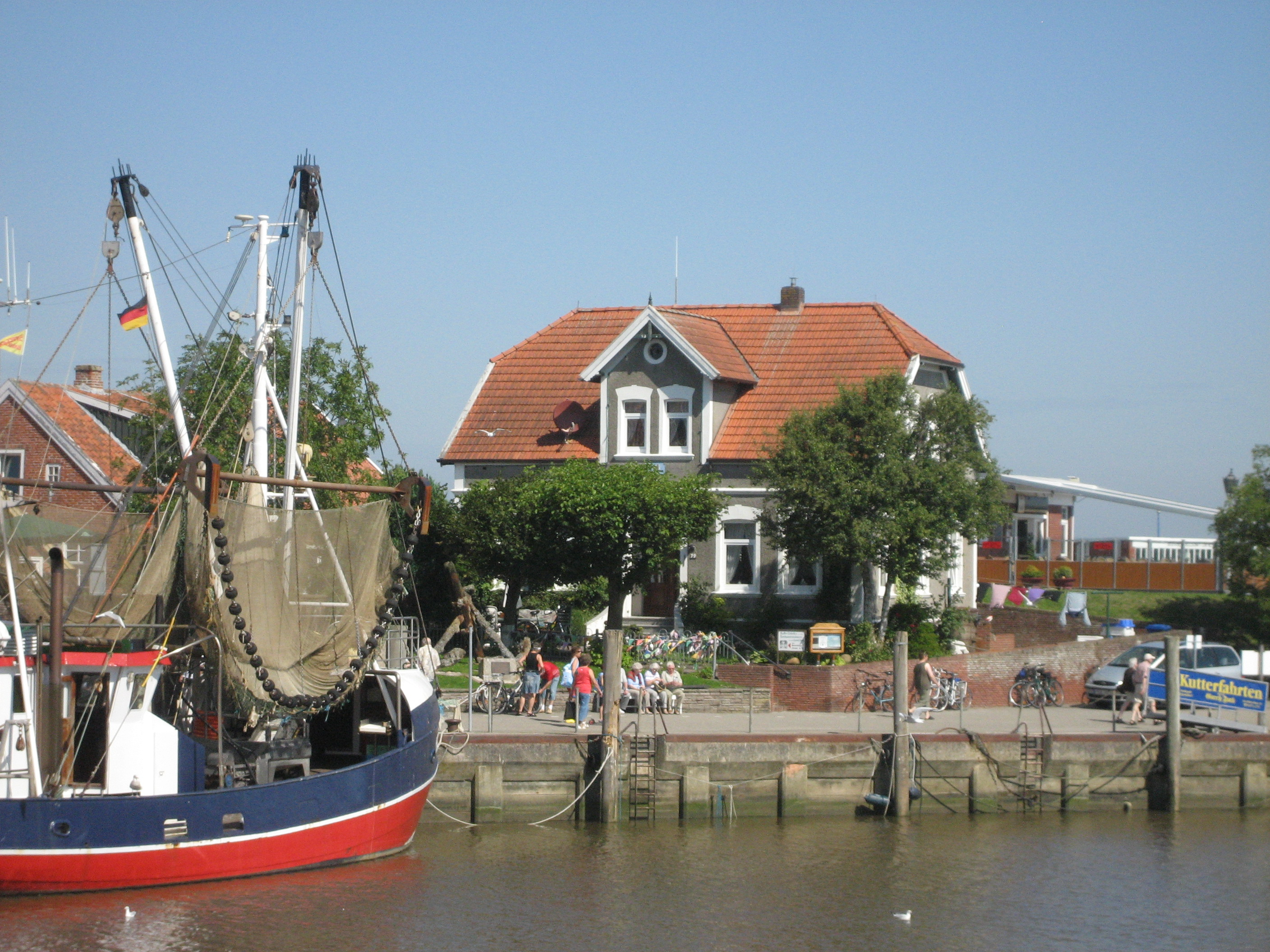
Das Haus Am Hafen West 19 in Neuharlingersiel war Wohnhaus und Arztpraxis von „Dr. Martin“

Die Geschichte handelt von dem Berliner Gefäßchirurgen Dr. Martin Helling (Axel Milberg), der seinen Job in Berlin wegen einer Blutphobie an den Nagel hängt und in das urige ostfriesische Fischerdörfchen Neuharlingersiel zieht, um dort einen Neuanfang zu suchen. Aber dort ist alles anders als im Großstadtleben. Dort gibt es keine Hektik in der Praxis. Die Patienten wollen lieber auf eine Tasse Tee zu einem Klönschnack bleiben. Abgesehen von Neuharlingersiel sind weitere verwendete Ortsnamen frei erfunden. Die Erzählstruktur der Serie beruht vor allem auf einer starken Überzeichnung vorgeblich ostfriesischer Eigenarten der Figuren.

## Regie
- Folgen 1–4: Markus Imboden
- Folgen 5–6: Josh Broecker
- Folgen 7–14: Claudia Garde, Zoltan Spirandelli

## Besetzung

### Hauptdarsteller

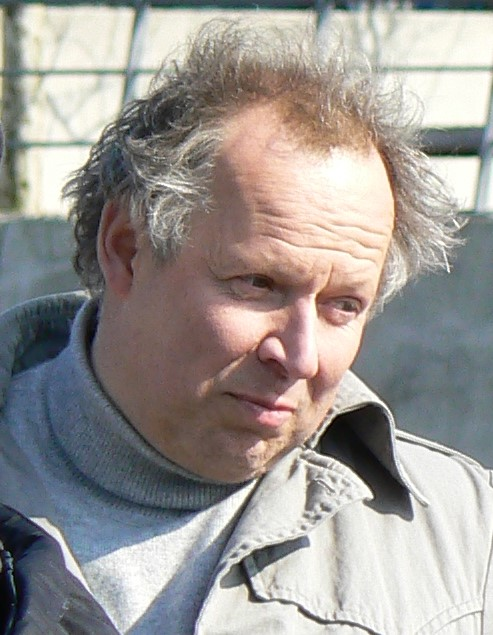
Axel Milberg

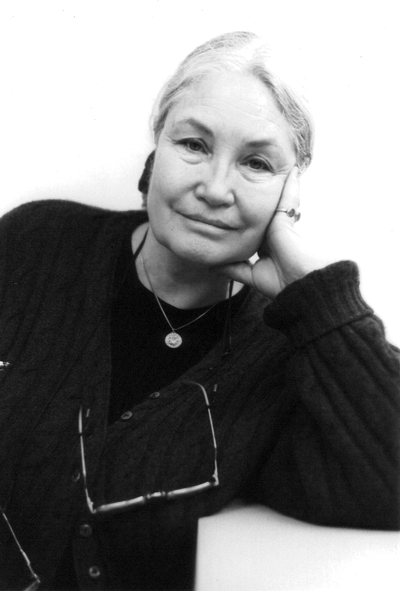
Ellen Schwiers

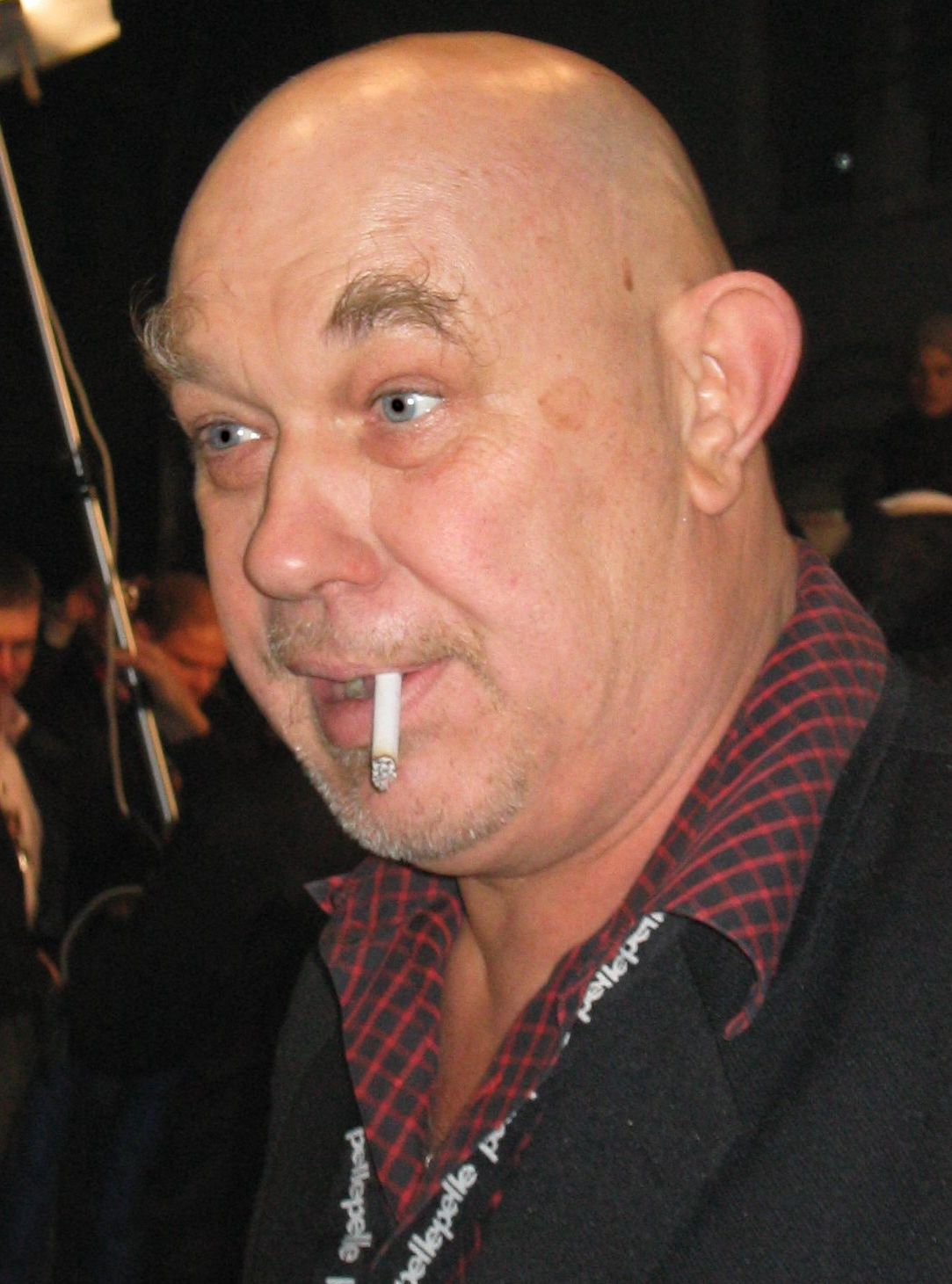
Hans-Martin Stier

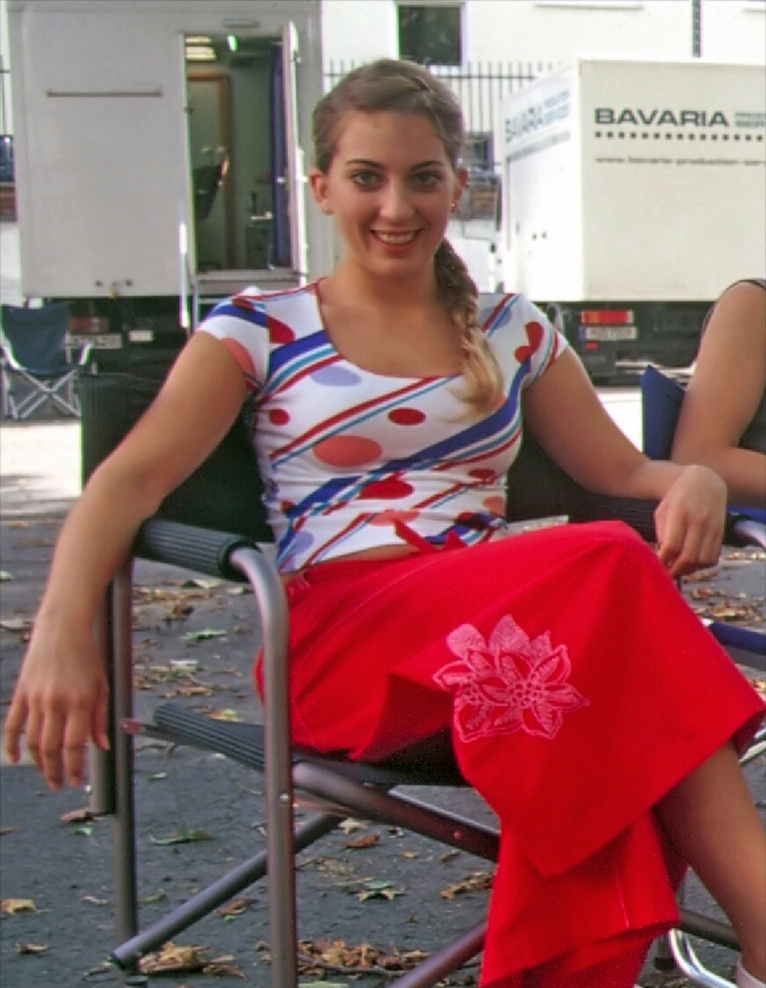
Nora Binder

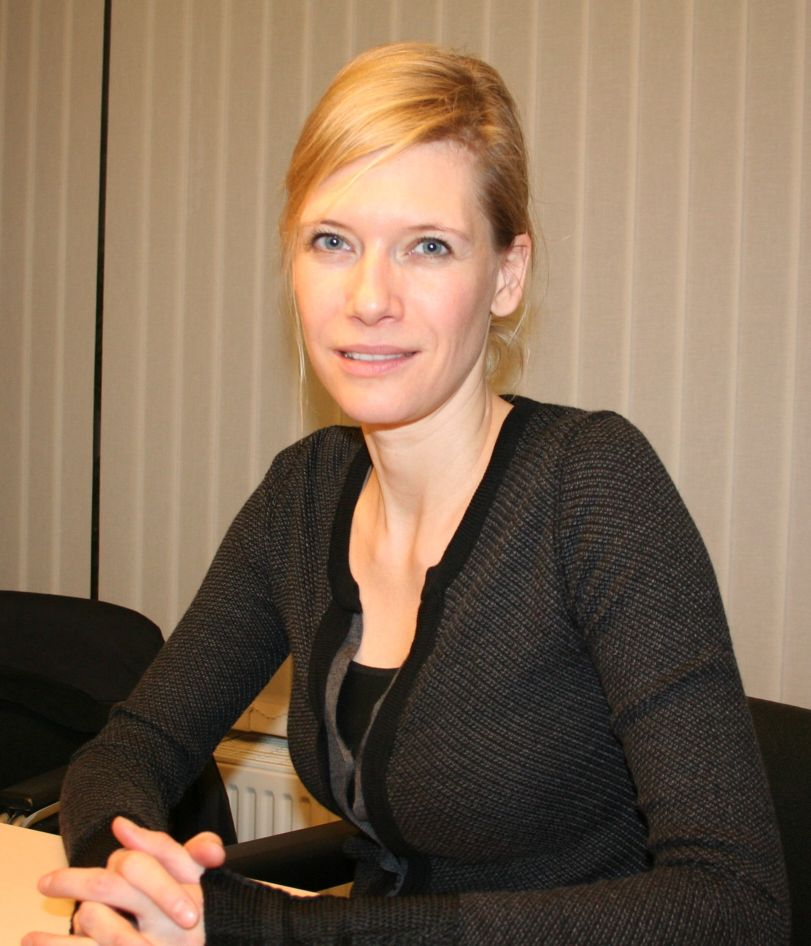
Ina Weisse

Sortiert nach ihrem letzten Auftritt
| Schauspieler       | Rollenname         | Folgen  |
| Axel Milberg       | Dr. Martin Helling | 1–14    |
| Ellen Schwiers     | Alma Helling       | 1–14    |
| Hans-Martin Stier  | Gert Breitens      | 1, 3–14 |
| Florian David Fitz | Nils Breitens      | 1, 3–14 |
| Max Hopp           | Mark Dononelli     | 1, 3–14 |
| Margrit Sartorius  | Thea Sonnabend #2  | 7–14    |
| Max Urlacher       | Erik Honsberg      | 7–14    |
| Nora Binder        | Paula Lämmke       | 7–14    |
| Henny Reents       | Melanie Brook      | 1–6     |
| Ina Weisse         | Thea Sonnabend #1  | 1–6     |

### Nebencharaktere

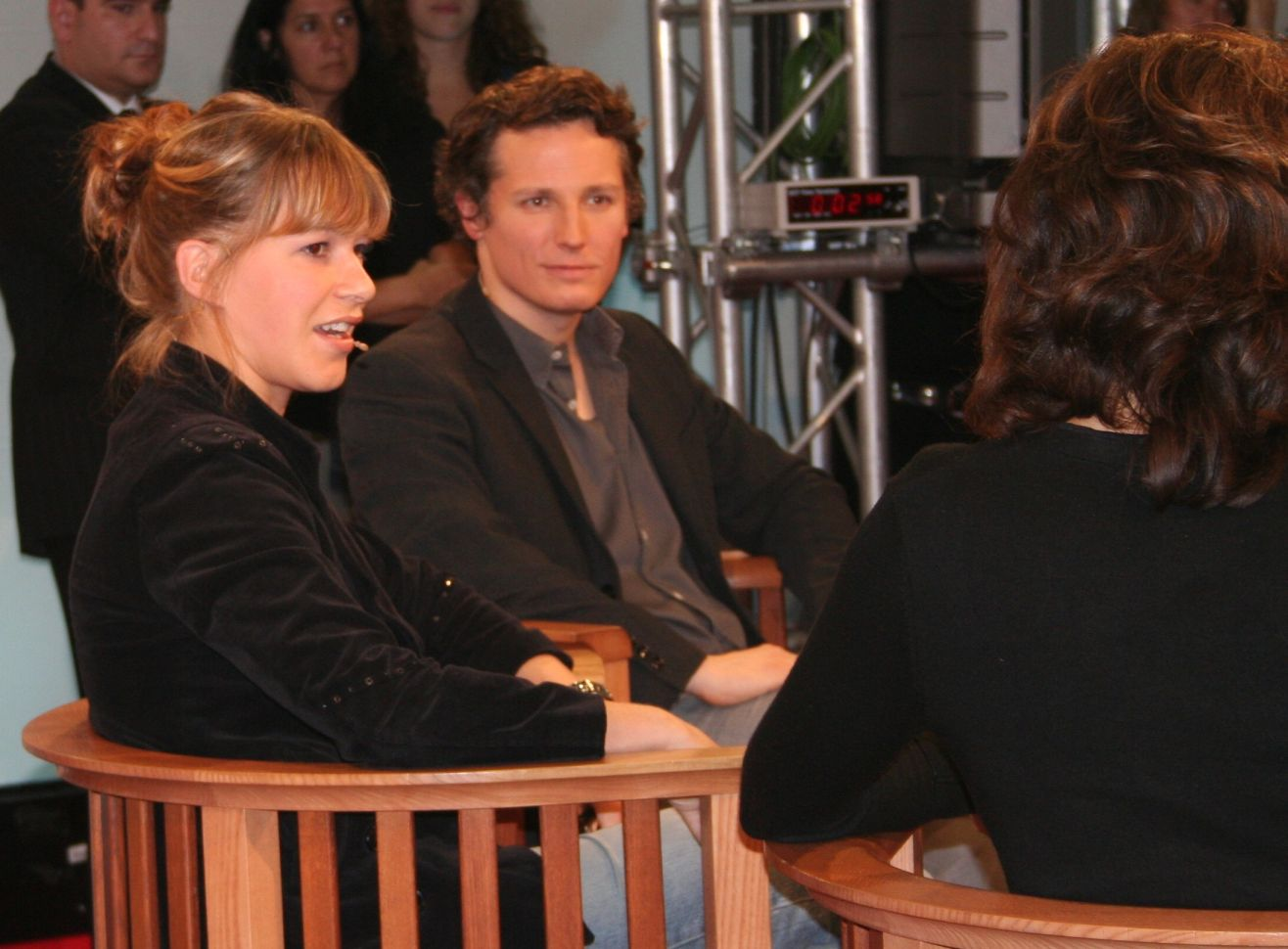
Max Urlacher mit Franka Potente

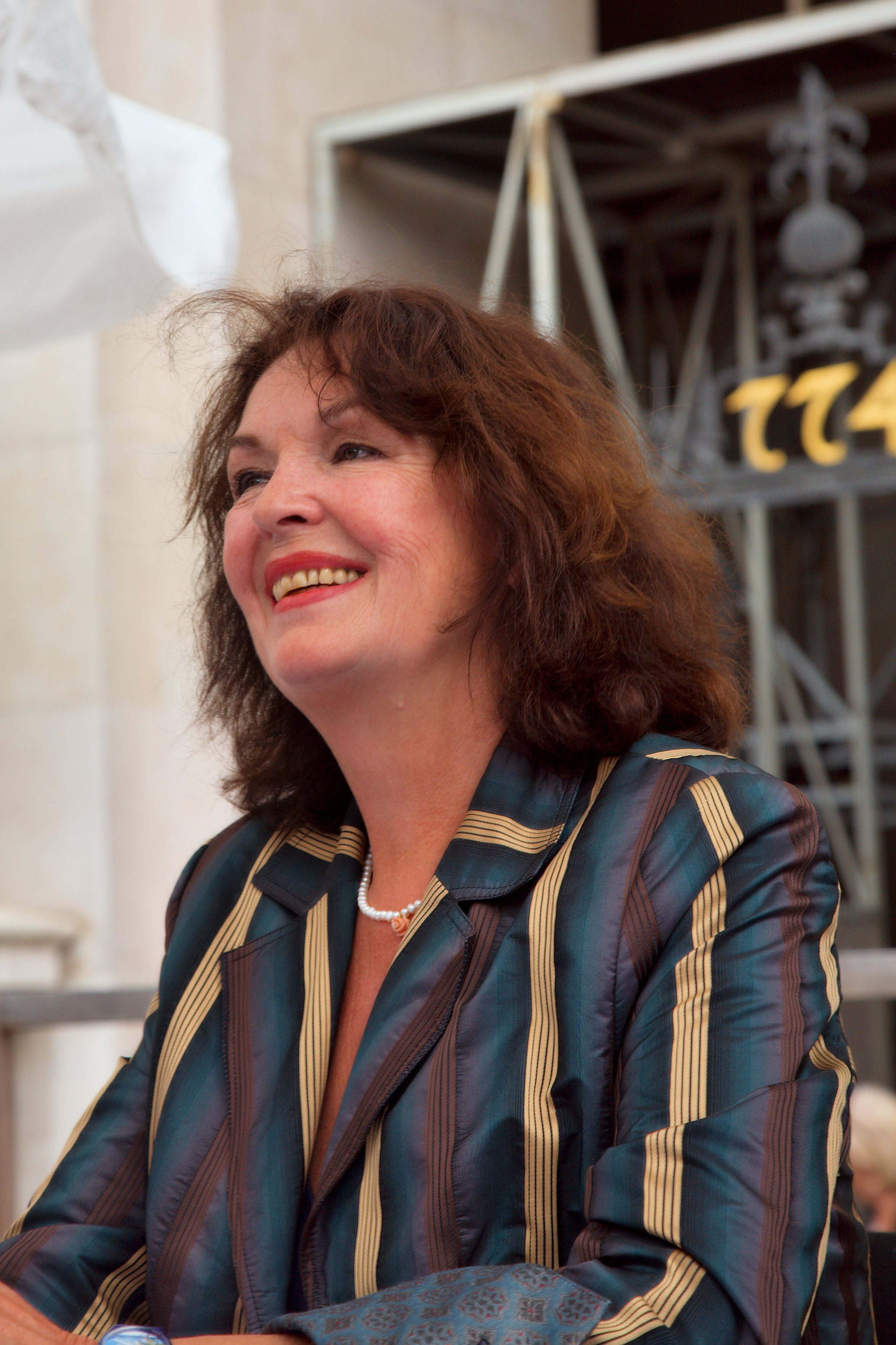
Elisabeth Trissenaar

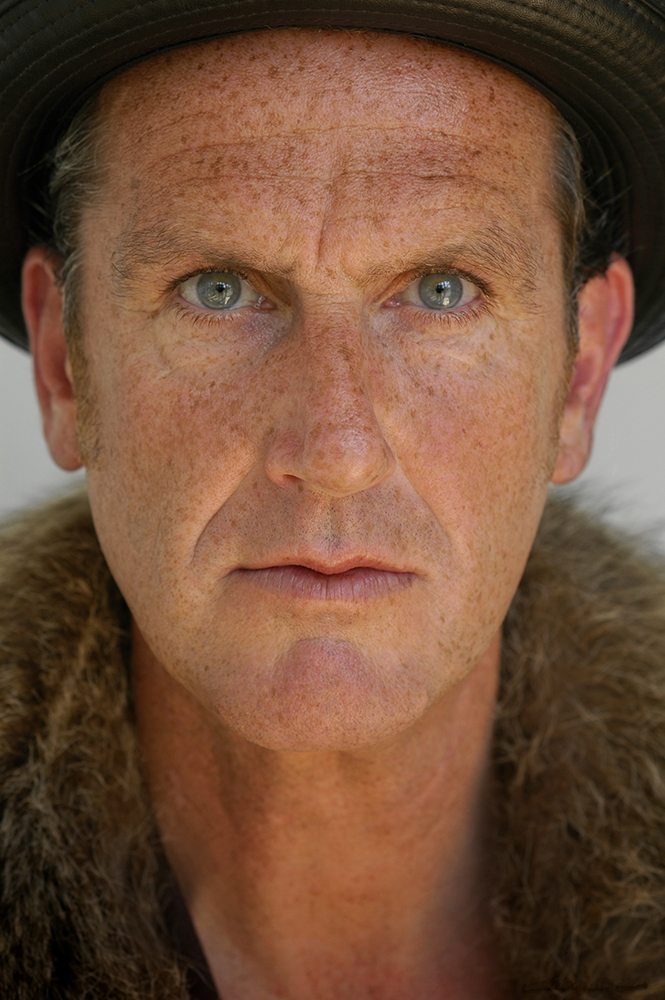
Kai Maertens

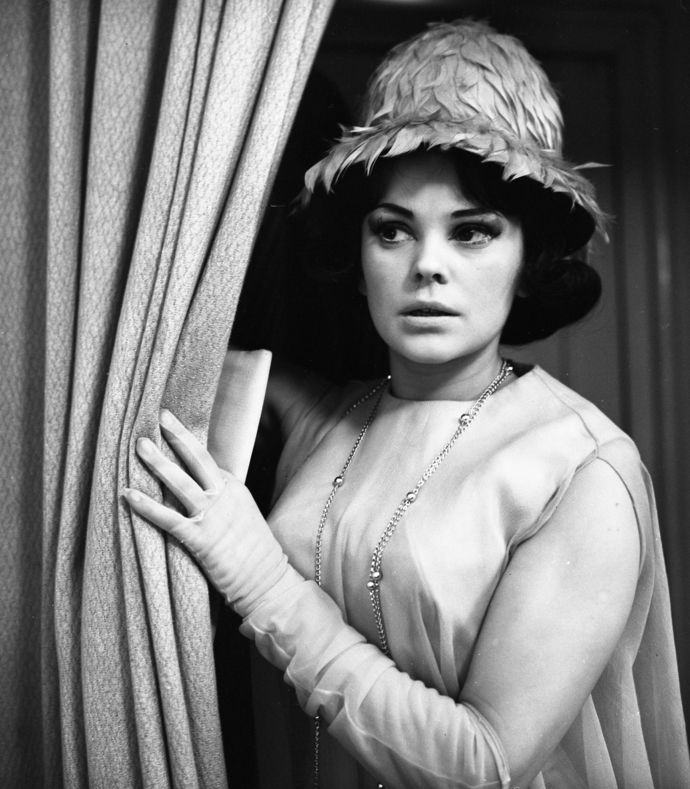
Doris Abeßer

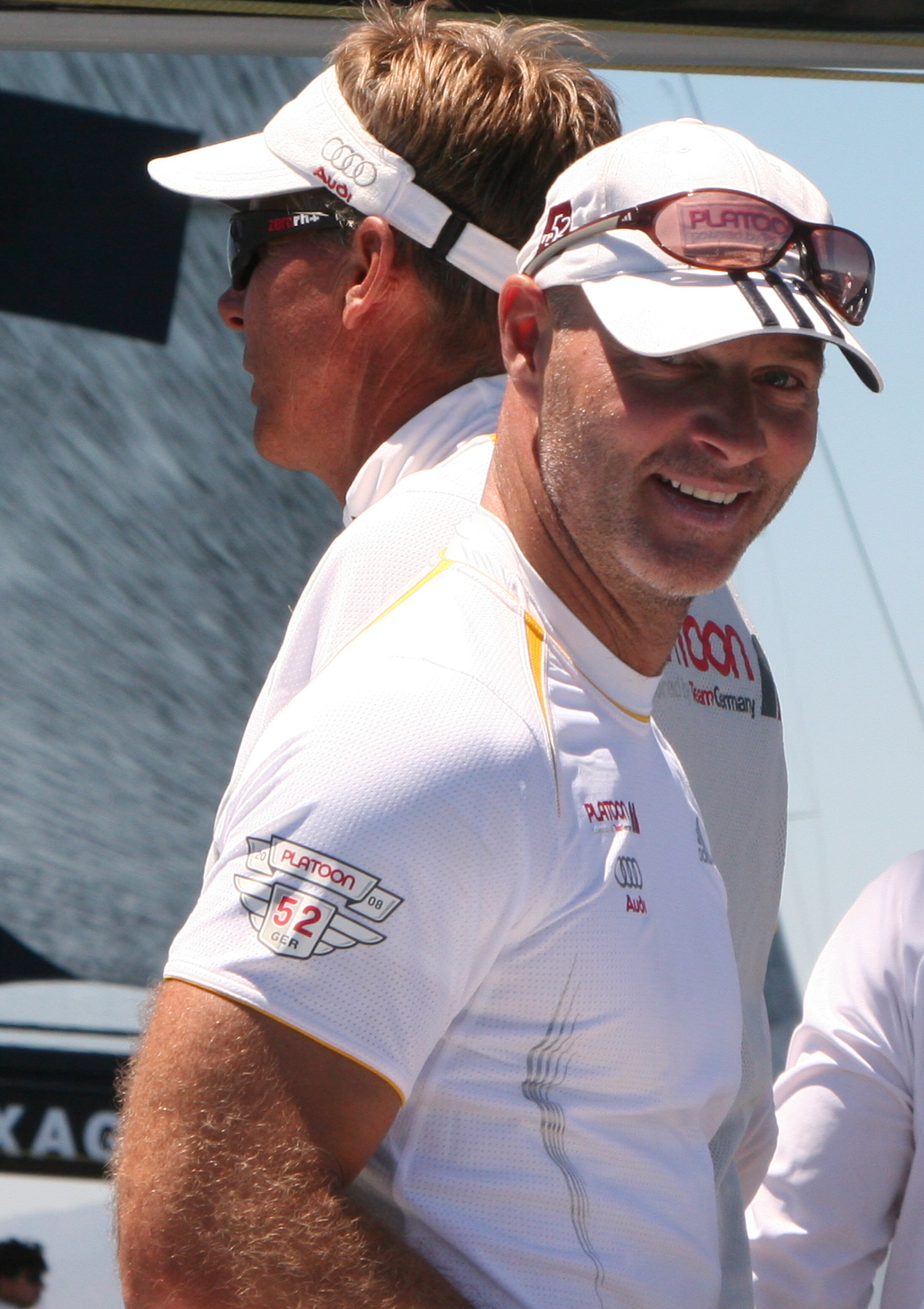
Simon Licht mit Jochen Schümann

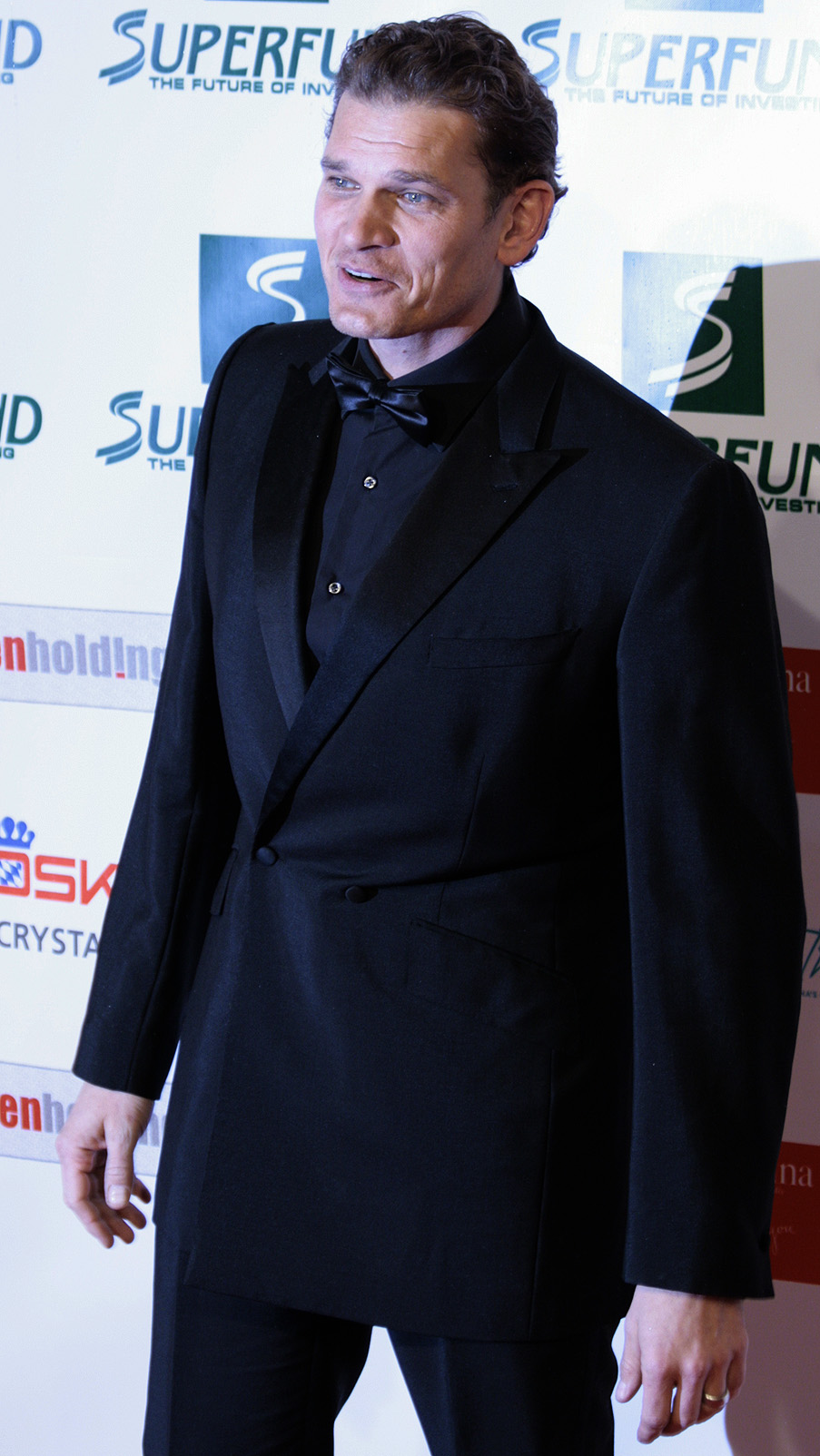
Götz Otto

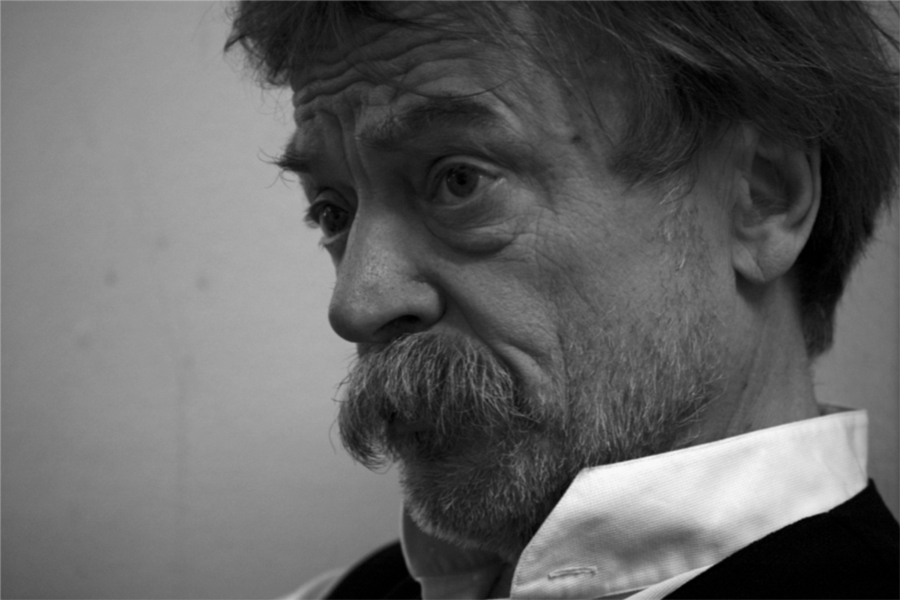
Dietmar Mues

| Schauspieler              | Rollenname              | Folge       |
| Valery Tscheplanowa       | Gina Lombard            | 10–14       |
| Rosa Enskat               | Frau Taddigs            | 3, 7–9, 14  |
| Jens Peter Brose          | Hajo Wiebes             | 14          |
| Uwe Bohm                  | Thorsten Borchert       | 4, 13       |
| Vincent Bruder            | Michel                  | 13          |
| Casim Mayer               | Jannes                  | 13          |
| Kai Arends                | Enno                    | 13          |
| Gerrit Ippen              | Taddeus                 | 13          |
| Hannes Hellmann           | Rainer Reede            | 2, 3, 6, 12 |
| Christian Pätzold         | Cornelius Helling       | 12          |
| Elisabeth Trissenaar      | Charlotte Helling       | 12          |
| Barbara Stoll             | Gitte                   | 12          |
| Jörg Gudzuhn              | Gerrit Granemeyer       | 11          |
| Katharina Blaschke        | Elke Granemeyer         | 11          |
| Karoline Schuch           | Astrid Voogd            | 11          |
| Steffen Groth             | Jörn                    | 11          |
| Heiko Senst               | Tony                    | 11          |
| Petra Zieser              | Heideline Kappell       | 3, 6, 10    |
| Kai Maertens              | Albert Kapell           | 10          |
| Hermann Beyer             | Barthold Hopf           | 10          |
| Joost Siedhoff            | Herr Radberg            | 10          |
| Constantin von Jascheroff | Alvin Buhr              | 9           |
| Martin Wißner             | Ede Buhr                | 9           |
| Falk Rockstroh            | Victor Buhr             | 9           |
| Teresa Harder             | Sandra Dononelli        | 9           |
| Tamara Simunovic          | Frau Jansen             | 9           |
| Jonas von Lingen          | Metzger                 | 9           |
| Alban Hansen              | Tobi Donker             | 4, 6, 8     |
| Karina Fallenstein        | Frau Donker             | 4, 6, 8     |
| Carolyn Genzkow           | Nina Wieseler           | 2, 6, 8     |
| Annette Uhlen             | Frau Wieseler           | 2, 8        |
| Arthur Rothfeld           | Marco Wieseler          | 8           |
| Anja Franke               | Frau Poppenga           | 8           |
| Richard Rothfeld          | Thönis Poppenga         | 8           |
| Karina Schieck            | Camilla Brinkmann       | 8           |
| Moritz Berg               |                         | 8           |
| Doris Abeßer              | Camilia Honsberg        | 7           |
| Hilmar Eichhorn           | Horst Strackholder      | 7           |
| Ingrit Dohse              | Frauke Strackholder     | 7           |
| Astrid Kohrs              | Frau Luttmann           | 7           |
| Tilla Kratochwil          | Imke                    | 7           |
| Stephan Grossmann         | Dr. Adrian Tillmann     | 2, 6        |
| Simon Licht               | Notarzt                 | 6           |
| Carl Heinz Choynski       | Werner                  | 6           |
| Jörg Gillner              | Herr Roberts            | 6           |
| Nicolas Romm              | Heiko                   | 6           |
| Chiem van Houweninge      | Jan Jansen              | 5           |
| Anna Hausburg             | Marie Bendicks          | 5           |
| Götz Otto                 | Kurt Bendicks           | 5           |
| Bojan Heyn                | Fabian Bendicks         | 5           |
| Gertrud Roll              | Frau Mansholt           | 4           |
| Jan Peter Heyne           | Herr Dorn               | 4           |
| Anette Felber             | Frau Burg               | 4           |
| Katrin Pollitt            | Anke                    | 3           |
| Peter Jordan              | Uwe Lehmann             | 3           |
| Dietmar Mues              | Jens Brok               | 2           |
| Isabel Tuengerthal        | Sabrina Brok            | 2           |
| Roswitha Dost             | Marianne Wegner         | 2           |
| Günter Kütemeyer          | Otto Habers             | 2           |
| Dagmar Jesussek           | Silke                   | 2           |
| Antonia Cäcilia Holfelder | Monika                  | 2           |
| Oliver Warsitz            | Bernd                   | 2           |
| Joachim Bißmeier          | Wilhelm van der Linde   | 1           |
| Brigitte Karner           | Helga Otten             | 1           |
| Karl Kranzkowski          | Ralf Hannenkamp         | 1           |
| Joachim Kappl             | Dr. Richard Spannhoff   | 1           |
| Axel Olsson               | Kommissionsvorsitzender | 1           |
| Ulrich Faulhaber          | 1. Fischer              | 1           |
| Harald Burmeister         | 2. Fischer              | 1           |

## Ausstrahlung
Die erste Staffel wurde erstmals im Juli 2007 ausgestrahlt, die zweite Staffel im Mai 2009. Anschließend wurde die Serie wegen mäßiger Erfolge eingestellt.
Die erste Folge konnte einen Marktanteil von 13,2 Prozent durch insgesamt 3,57 Millionen Zuschauer vorweisen. Der Marktanteil in der werberelevanten Zielgruppe lag bei 5,3 Prozent. Nachdem die ersten vier Folgen der ersten Staffel mit mäßigem Erfolg gesendet wurden, verkündete ZDF die Fortführung einer zweiten Staffel.
- 1. Gestrandet (25. Juli 2007)
- 2. Ausgebremst (1. August 2007)
- 3. Sturm im Wasserglas (8. August 2007)
- 4. Total Mallmoor (15. August 2007)
- 5. Herzflimmern (22. August 2007)
- 6. Ein Mann sieht rot (5. September 2007)

- 7.  (K)eine Frage des Alters (7. Mai 2009)
- 8.  An anderer Stelle (14. Mai 2009)
- 9.  Blut ist dicker (28. Mai 2009)
- 10. Nase voll (4. Juni 2009)
- 11. In Gedanken bei dir (11. Juni 2009)
- 12. Von Vätern und Söhnen (18. Juni 2009)
- 13. Im Wald vor lauter Bäumen (25. Juni 2009)
- 14. Liebeswahn (2. Juli 2009)

## Auszeichnungen
- 2008: Bayerischer Fernsehpreis: Bester Schauspieler in der Kategorie „Serien und Reihen“ für Axel Milberg